# Paul Vermeiren
Paul Vermeiren, född 27 augusti 1963, är en belgisk bågskytt. Han deltog vid olympiska sommarspelen 1988, 1992 och 1996.